# 埃温·布拉克
埃温·布拉克（丹麥語：Ejvind Blach，1895年12月31日—1972年10月1日），生于哥本哈根，丹麦前男子曲棍球运动员。他曾代表丹麦国家队参加1920年夏季奥林匹克运动会曲棍球比赛，获得一枚银牌。